# Jeże (Pisz)
Jeże [ˈjɛʐɛ] (deutsch Gehsen) ist ein Dorf in der polnischen Woiwodschaft Ermland-Masuren, das zur Gmina Pisz (Stadt- und Landgemeinde Johannisburg) im Powiat Piski (Kreis Johannisburg) gehört.

## Geographische Lage
Jeże liegt am Ostufer des Flüsschens Pissek  (1936–1945 Galinde, polnisch Pisa) im östlichen Süden der Woiwodschaft Ermland-Masuren, 17 Kilometer südöstlich der Kreisstadt Pisz (deutsch Johannisburg).

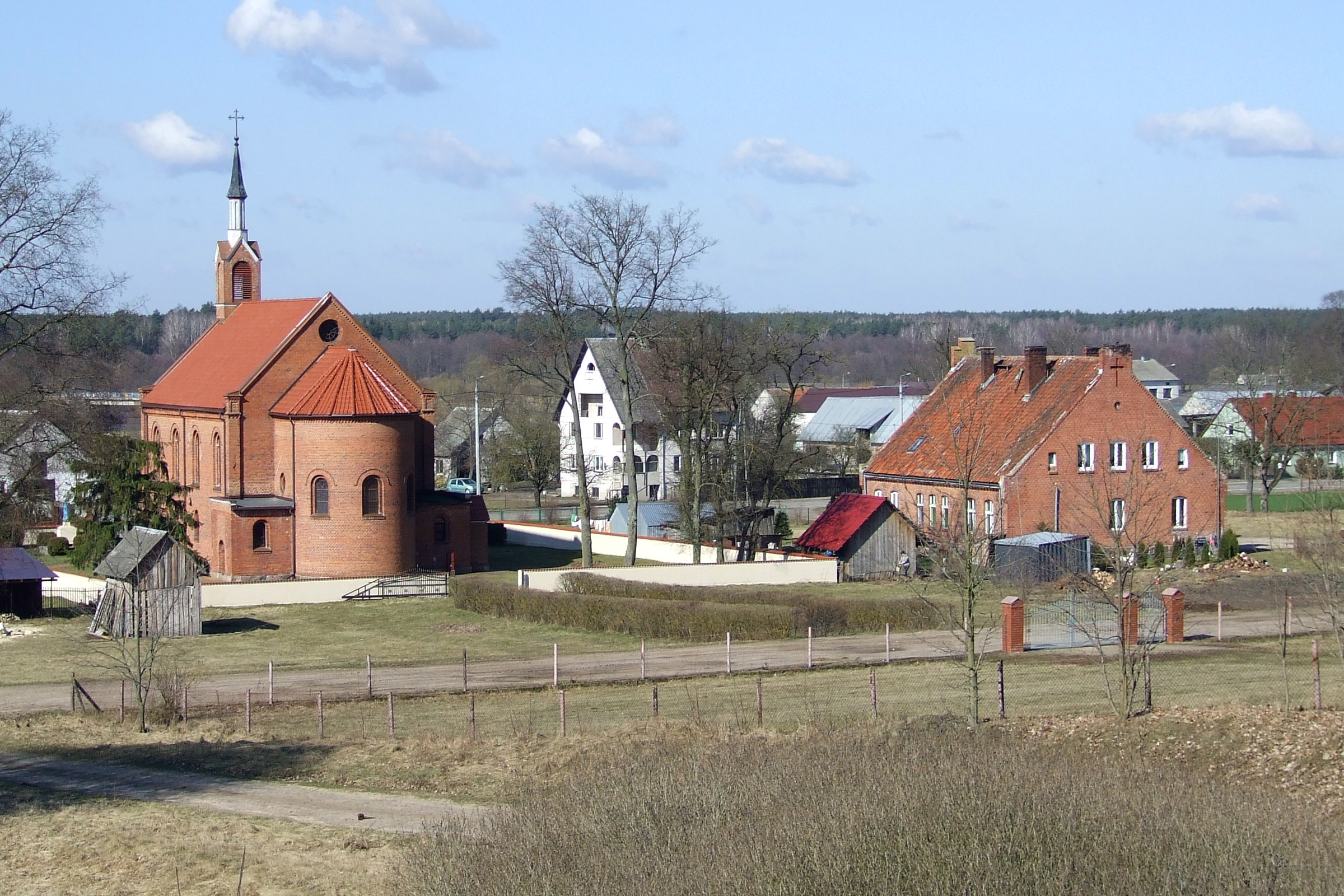
Blick auf Jeże

## Geschichte
Im Jahre 1445 wurde das nach 1540 Jeschen, nach 1550 Jeschenn und um 1579 Jeschouen genannte Dorf vom Deutschen Ritterorden als Dienstgut mit 30 Hufen nach Magdeburger Recht gegründet.
Am 8. April 1874 wurde der Ort Amtsdorf und damit namensgebend für einen Amtsbezirk, der bis 1945 bestand.
582 Einwohner waren im Jahre 1910 in Gehsen registriert. Ihre Zahl stieg bis 1933 auf 661 und belief sich 1939 auf 621.
Aufgrund der Bestimmungen des Versailler Vertrags stimmte die Bevölkerung im Abstimmungsgebiet Allenstein, zu dem Gehsen gehörte, am 11. Juli 1920 über die weitere staatliche Zugehörigkeit zu Ostpreußen (und damit zu Deutschland) oder den Anschluss an Polen ab. In Gehsen stimmten 460 Einwohner für den Verbleib bei Ostpreußen, auf Polen entfielen keine Stimmen.
Als im Jahre 1945 in Kriegsfolge das südliche Ostpreußen an Polen überstellt wurde, war auch Gehsen davon betroffen. Das Dorf erhielt die polnische Namensform „Jeże“. Heute ist der Ort Sitz eines Schulzenamtes (polnisch Sołectwo) und somit eine Ortschaft im Verbund der Stadt- und Landgemeinde Pisz (Johannisburg) im Powiat Piski (Kreis Johannisburg), bis 1998 der Woiwodschaft Suwałki, seither der Woiwodschaft Ermland-Masuren zugehörig. Im Jahre 2011 betrug die Einwohnerzahl 328.

## Religionen

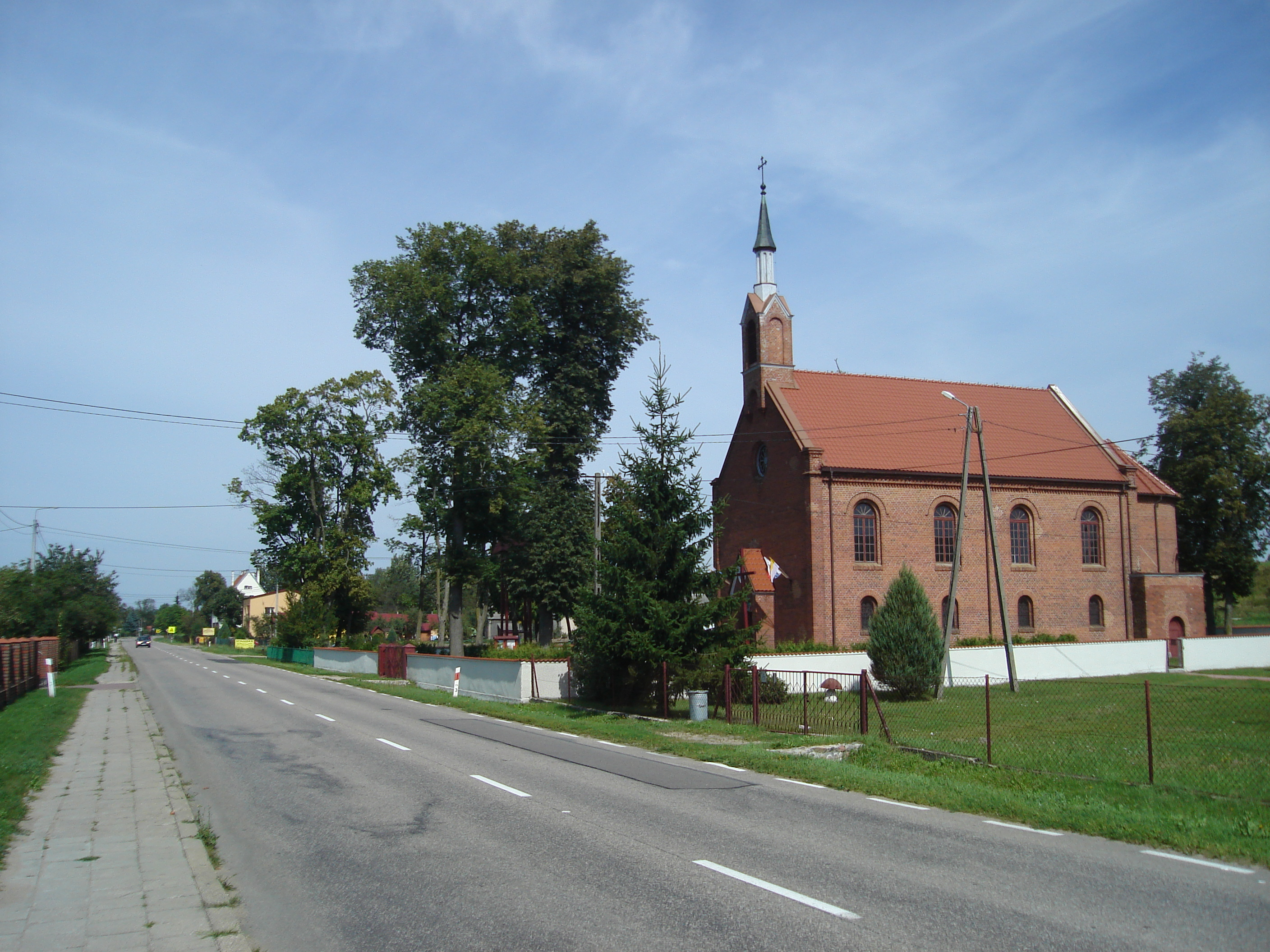
Kirche an der Hauptstraße in Jeże

### Kirchengebäude
Seit dem Jahre 1866 steht in Gehsen resp. Jeże die kleine in Ziegelbauweise errichtete Kirche mit dem westlichen Giebeltürmchen. Bis 1945 diente sie als evangelisches Gotteshaus, heute ist sie römisch-katholische Pfarrkirche. Sie ist den beiden Aposteln Petrus und Paulus gewidmet.

### Kirchengemeinde

#### Evangelisch
Im Jahre 1846 wurde in Gehsen eine evangelische Kirchengemeinde gegründet, deren Kirchspielorte aus der Kirche in Johannisburg (Pisz) bzw. der in Kumilsko (1938 bis 1945 Morgen, polnisch Kumielsk) abgetrennt wurden. Die Pfarrei, die 1929 insgesamt 2.489 Gemeindeglieder zählte, war in den Kirchenkreis Johannisburg in der Kirchenprovinz Ostpreußen der Kirche der Altpreußischen Union eingegliedert.
Flucht und Vertreibung der einheimischen Bevölkerung im Zusammenhang des Krieges setzten dem Leben der evangelischen Kirchengemeinde in Jeże ein Ende. Hier heute lebende evangelische Einwohner halten sich zur Kirche in der Kreisstadt Pisz innerhalb der Diözese Masuren der Evangelisch-Augsburgischen Kirche in Polen.

#### Römisch-katholisch
Vor 1945 lebten nur sehr wenige Katholiken in Gehsen. Sie waren in die römisch-katholische Kirche in Johannisburg im Dekanat Masuren II (Sitz: Johannisburg) im Bistum Ermland eingepfarrt. Nach 1945 und mit dem Zuzug zahlreicher polnischer Neubürger bildete sich in Jeże eine eigene katholische Gemeinde, und die bisher evangelische Ortskirche wurde Filialkirche der Kirche St. Johannes der Täufer in Pisz. Im Jahre 1987 wurde die Kirche in Jeże von dem ermländischen Bischof Edmund Piszcz zur Pfarrkirche erhoben. Die Pfarrgemeinde trägt den Namen Św. Apostołów Piotra i Pawła und gehört zum Dekanat Pisz im Bistum Ełk der römisch-katholischen Kirche in Polen.

## Schule
Gehsen wurde 1737 Schulort. Der Unterricht erfolgte mehrklassig. Im Jahre 1929 wurde ein neues Schulgebäude errichtet.

## Persönlichkeiten

### Im Ort gebürtig
- Paul Hensel (* 3. Oktober 1867 in Gehsen), deutscher evangelischer Pfarrer, Vorkämpfer Masurens und Mitglied des Reichstages († 1944)

### Mit dem Ort verbunden
- Otto Boris (1887–1957), deutscher Realschullehrer, Kunstmaler und Tierschriftsteller, verlebte seine Kindheit in Gehsen

## Verkehr

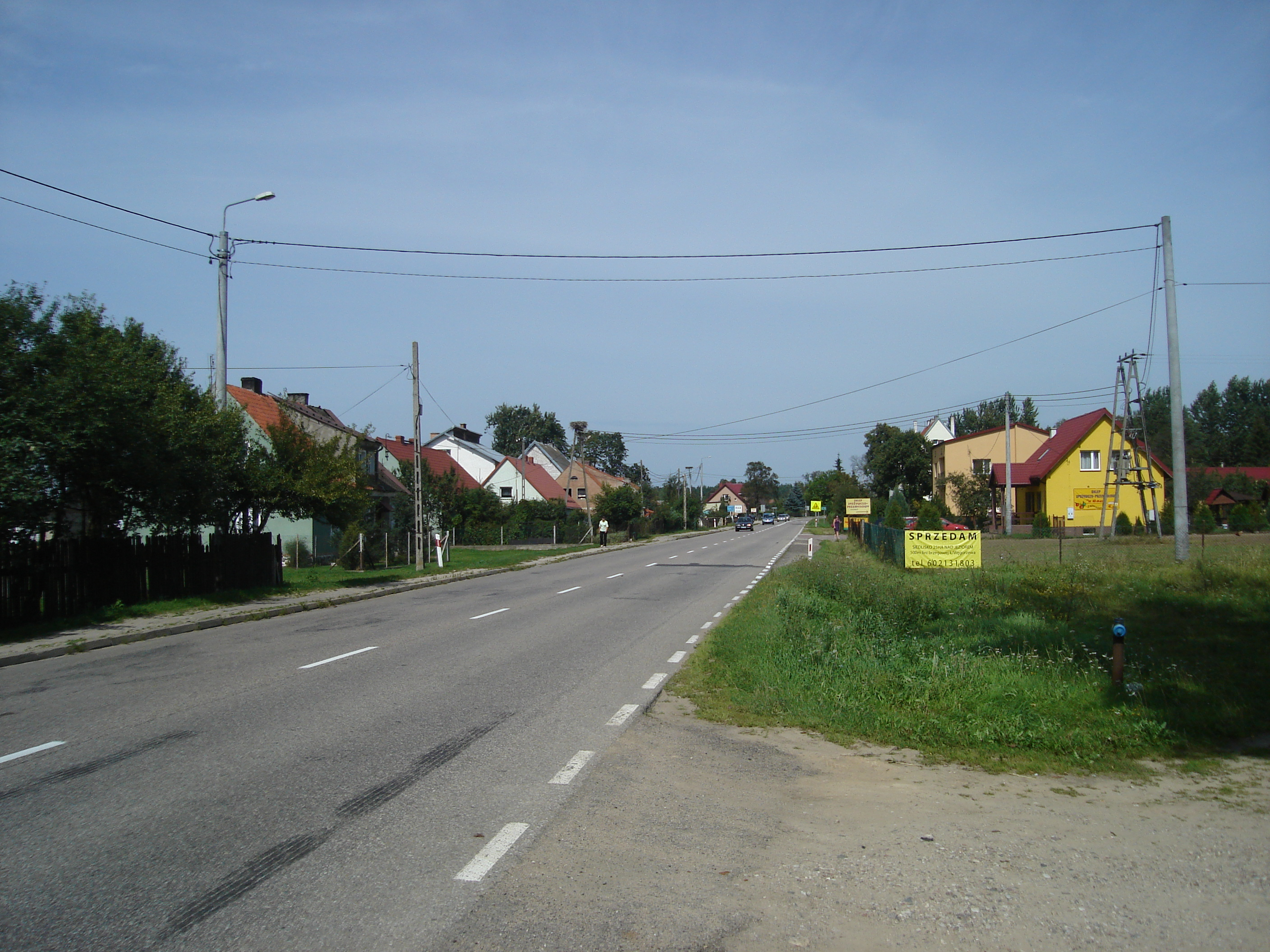
Landesstraße 63 in der Ortsdurchfahrt Jeże

Jeże liegt an der verkehrstechnisch bedeutenden polnischen Landesstraße 63, die von der polnisch-russischen bis zur polnisch-belarussischen Staatsgrenze verläuft und dabei vier Woiwodschaften durchzieht. Kleine Nebenstraßen der Nachbarorte Wądołek (Wondollek, 1938–1945 Wondollen) und Brzozowo (bereits in der Woiwodschaft Podlachien gelegen) enden innerorts.
Seit 1945 ist Jeże nicht mehr Bahnstation. Zwischen 1908 und 1945 verkehrten Züge auf der Bahnstrecke Johannisburg–Dlottowen/Fischborn – einige Jahre reichte sie sogar bis in das polnische Kolno – und machten Halt in Gehsen.